# Leporinus mormyrops
Leporinus mormyrops és una espècie de peix de la família dels anostòmids i de l'ordre dels caraciformes.

## Hàbitat
Viu en zones de clima tropical.

## Distribució geogràfica
Es troba a Sud-amèrica: conques dels rius Paraíba do Sul, Piabanha i Doce al Brasil.